# رنه آنژلیل
رنه آنژلیل (به فرانسوی: René Angélil) (زاده ۱۶ ژانویه ۱۹۴۲ - درگذشته ۱۴ ژانویه ۲۰۱۶) مدیر برنامه‌ها و سپس همسر سلین دیون بود که به وی در راه تبدیل شدن به یک ستاره در دنیای موسیقی کمک کرد.
رنه آنژلیل در ۱۶ ژانویه ۱۹۴۲ در شهر مونترال استان کبک به دنیا آمد و پس از سرپرستی چند گروه موسیقی در کانادا، هنگامی که سلین دیون ۱۲ ساله بود، به او کمک کرد تا نخستین آلبومش را منتشر کند. آنژلیل که در سال ۱۹۹۴ با سلین دیون ازدواج کرد و با او سه فرزند داشت، در طول سال های بیماری رنه آنژلیل، سلین دیون دو بار به مدت طولانی کار خود را کنار گذاشت تا از او مراقبت کند. در پی ابتلا به سرطان حنجره در ۱۴ ژانویه ۲۰۱۶ در منزلش در شهر لاس وگاس، ایالت نوادا درگذشت.